# Frederick Lorz
Frederick G. Lorz, detto Fred (New York, 5 giugno 1884 – New York, 4 febbraio 1914), è stato un maratoneta statunitense, famoso soprattutto per aver tagliato per primo il traguardo della maratona alle Olimpiadi di Saint Louis 1904 barando, cosa che lo portò alla squalifica. Successivamente, vinse in modo regolare la maratona di Boston del 1905.

## Carriera

### Gli inizi
Tesserato per il Mohawk Athletic Club di New York, Lorz faceva il muratore e per questo motivo doveva allenarsi di notte dopo il lavoro. Aveva già partecipato alla maratona di Boston del 1903 e del 1904, piazzandosi rispettivamente in quarta e quinta posizione. Ottenne la possibilità di partecipare alle Olimpiadi di Saint Louis 1904 grazie a un buon piazzamento in una gara su una distanza di circa 14,5 km, che si tenne a New York il 13 agosto 1904, poco tempo prima della maratona olimpica di Saint Louis, in programma il 30 agosto.

### La maratona olimpica del 1904

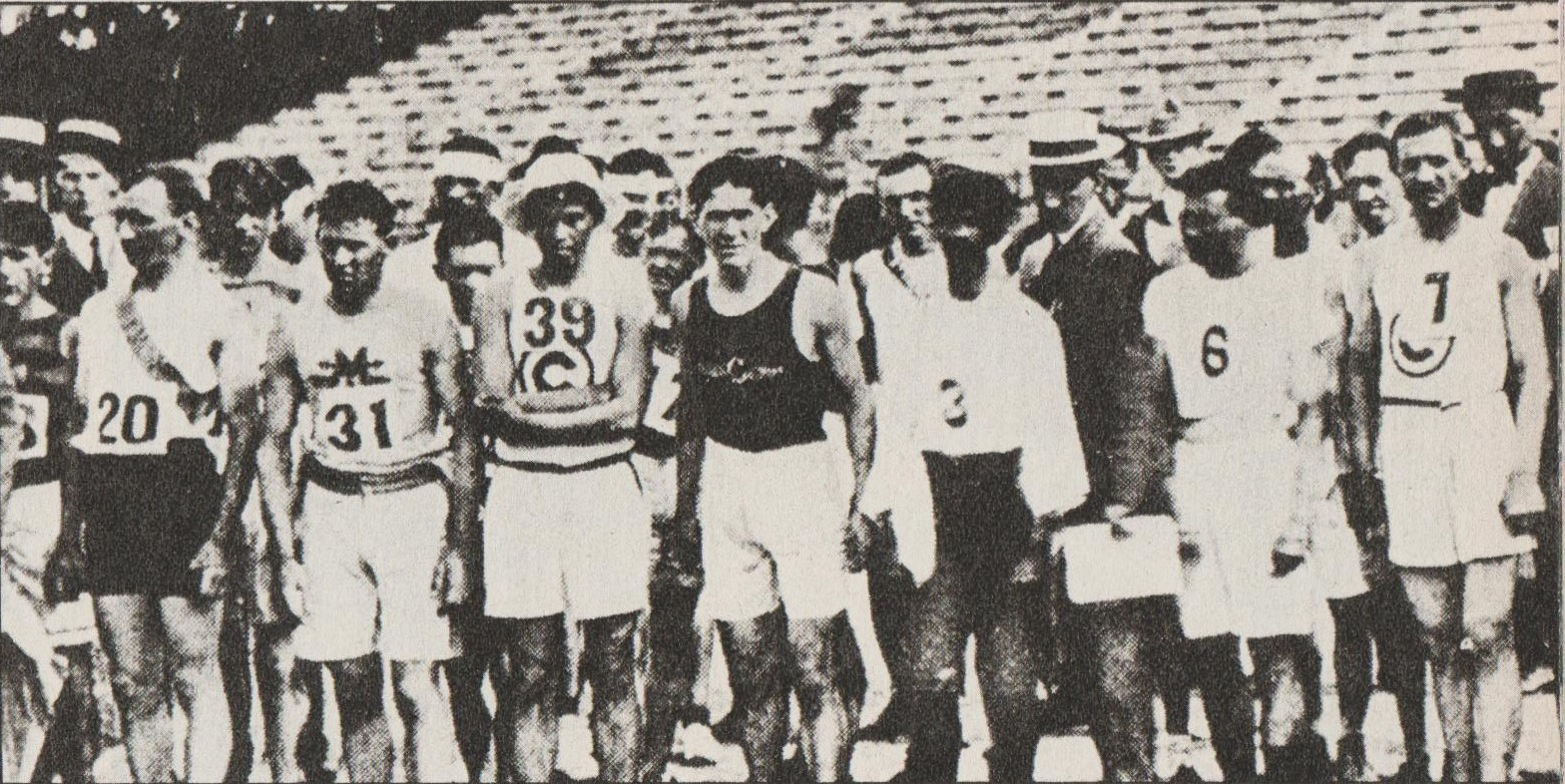
La partenza della maratona olimpica del 1904. Frederick Lorz è il numero 31

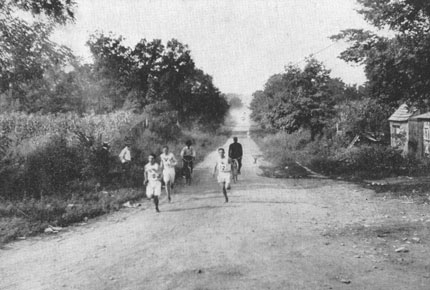
Alcuni atleti durante la maratona olimpica

Alla maratona olimpica di Saint Louis fu il primo a tagliare il traguardo: venne acclamato come vincitore e la figlia dell'allora presidente degli Stati Uniti Roosevelt, Alice, gli mise in testa una corona d'alloro. Poco dopo fu però squalificato: grazie ad alcuni testimoni oculari si seppe infatti che dopo circa 14 km dall'inizio della gara Lorz era salito su un'automobile guidata dal suo allenatore e con essa aveva percorso oltre 17 km. Aveva infine percorso gli ultimi 10 km a piedi, entrando nello stadio tra il tripudio della folla. Lorz venne squalificato e poco dopo radiato a vita dalle competizioni, mentre vincitore della gara fu proclamato lo statunitense Thomas Hicks.

### Gli anni successivi
La radiazione di Lorz tuttavia l'anno successivo venne amnistiata, quando fu chiaro che quella dell'atleta statunitense era stata più una trovata goliardica che un reale tentativo di barare. Pare infatti che Lorz non avesse fatto granché per nascondere il suo viaggio in auto e avesse anzi a volte ironicamente salutato i concorrenti ancora in gara mentre li sorpassava. Lorz dal canto suo sottoscrisse una dichiarazione in cui si scusava e affermava di non aver avuto l'intento di commettere una frode.
La riammissione consentì a Lorz di partecipare alla prestigiosa maratona di Boston del 1905 e vincerla (stavolta senza trucchi). Lorz continuò la sua attività di maratoneta fino al 1910. Morì a 29 anni, nel 1914, a causa di una polmonite.

## Altre competizioni internazionali
1905
- Oro alla Maratona di Boston - 2h38'25"